# Брендола
Брендола (італ. Brendola, вен. Brendoła) — муніципалітет в Італії, у регіоні Венето, провінція Віченца.
Брендола розташована на відстані близько 410 км на північ від Рима, 70 км на захід від Венеції, 13 км на південний захід від Віченци.
Населення — 6716 осіб (2014).
Щорічний фестиваль відбувається 3 березня. Покровитель — святий Рох, Santa Bertilla.

## Демографія
Населення за роками:

Станом на 1 січня 2023 року в муніципалітеті офіційно проживало 509 іноземців з 40 країн, серед них 100 громадян країн Євросоюзу та 4 громадяни України.

## Сусідні муніципалітети
- Альтавілла-Вічентіна
- Аркуньяно
- Гранкона
- Монтебелло-Вічентіно
- Монтеккьо-Маджоре
- Сарего
- Цовенчедо